# František Kutnar
František Kutnar (ur. 7 października 1903 w Mlázovicach, zm. 11 września 1983 tamże) – czeski historyk. Zajmował się historią Czech.
Wśród jego prac można wymienić monografie: Sociálně myšlenková tvářnost obrozeneckého (1948), Obrozenecké vlastenectví a nacionalismus (2003).

## Wybrana twórczość

### Odrodzenie narodowe
- Obrozenecký nacionalismus. Praha, Vyšehrad, 1940.
- Obrozenské vlastenectví a nacionalismus. Praha, Karolinum, 2003. ISBN 80-7184-833-6.
- Naše národní minulost v dokumentech : Chrestomatie k dějinám Československa. Praha, SPN, 1962.
- Tři studie o Františku Palackém (red. František Kutnar). Olomouc, Palackého univerzita, 1949.
- Sociálně myšlenková tvářnost obrozenského lidu : trojí pohled na český obrozenský lid jako příspěvek k jeho duchovním dějinám, Praha, Historický klub, 1948.

### Historiografia ogólna
- První sjezd československých historiků 1937 : Přednášky a debaty (redakcí Františka Kutnara), Praha, Československá historická společnost, 1938.
- František Kutnar a Jaroslav Werstadt: Odkaz a úkol : Dva projevy k naší dnešní obci historické. Praha, Historický klub, 1946.
- Přehled dějin Československa v epoše feudalismu : Určeno pro posl. filosof. a pedagog. fakult. (cztery tomy, Kutnar był głównym współautorem), Praha, SPN, 1958–1968.
- Přehledné dějiny českého a slovenského dějepisectví, Praha, Nakladatelství Lidové noviny, 1997, wcześniejsze wydania SPN 1973–1978. wyd. 3. uzup. Nakladatelství Lidové noviny, Praha 2009